# 코스모스 (위성)
코스모스(러시아어: Ко́смос, IPA: [ˈkosməs])는 소련과 이후 러시아가 운영하는 많은 인공위성에 부여되는 명칭이다. 코스모스라는 명칭이 부여된 최초의 우주선인 코스모스 1호 (위성)는 1962년 3월 16일에 발사되었다.

## 초기 코스모스 위성
- 코스모스 1호 (위성)
- 코스모스 2호
- 코스모스 3호
- 코스모스 4호
- 코스모스 5호
- 코스모스 6호
- 코스모스 7호
- 코스모스 8호

## 기타 코스모스 위성
- 코스모스 21호
- 코스모스 24호
- 코스모스 47호
- 코스모스 57호
- 코스모스 60호
- 코스모스 96호
- 코스모스 110호
- 코스모스 111호
- 코스모스 122호
- 코스모스 133호
- 코스모스 140호
- 코스모스 144호
- 코스모스 146호
- 코스모스 154호
- 코스모스 156호
- 코스모스 159호
- 코스모스 167호
- 코스모스 186호
- 코스모스 212호
- 코스모스 238호
- 코스모스 300호
- 코스모스 305호
- 코스모스 359호
- 코스모스 367호
- 코스모스 382호
- 코스모스 419호
- 코스모스 482호
- 코스모스 557호
- 코스모스 605호
- 코스모스 638호
- 코스모스 670호
- 코스모스 638호
- 코스모스 772호
- 코스모스 782호
- 코스모스 869호
- 코스모스 929호
- 코스모스 954호
- 코스모스 1001호
- 코스모스 1074호
- 코스모스 1267호
- 코스모스 1275호
- 코스모스 1374호
- 코스모스 1375호
- 코스모스 1378호
- 코스모스 1402호
- 코스모스 1408호
- 코스모스 1443호
- 코스모스 1445호
- 코스모스 1517호
- 코스모스 1614호
- 코스모스 1669호
- 코스모스 1686호
- 코스모스 1818호
- 코스모스 1867호
- 코스모스 1870호
- 코스모스 2251호
- 코스모스 2441호
- 코스모스 2479호
- 코스모스 2480호

## 같이 보기
- 러시아 연방 우주국